# Amastigogonus
Amastigogonus – rodzaj dwuparców z rzędu Spirostrepsida i rodziny Iulomorphidae.
Dwuparce te mają rudobrązowe: głowę, collum i telson, jasne odnóża, a pierścienie tułowia czarne lub ciemnoszare z jasnymi przepaskami na tyle metazonitów. Większe samce osiągają największą średnicę ciała między 2,5 a 4,2 mm, natomiast samice są nieco większe. Liczba pierścieni wyposażonych w odnóża wynosi u form dorosłych od 55 do 71. Głowa ma gładką, lekko wypukłą powierzchnię. U samców na każde pole oczne przypada około 25-50 oczu prostych ustawionych w 4-6 nieco nieregularnych rzędów podłużnych. Krótkie czułki tych dwuparców ledwo co sięgają tylnej krawędzi collum, wyposażone są w 4 wierzchołkowe stożki zmysłowe, a szósty ich człon jest najszerszy. Wypukłe collum ma proste krawędzie. Szwy między prozonitami a metazonitami tułowia są słabo zaznaczone, a te pierwsze niewiele węższe od tych drugich. Od szóstego pierścienia tułowia, zwykle z wyjątkiem pierścieni beznogich, występują ozopory położone w około ⅓ odległości między szwami a tylnymi krawędziami metazonitów. Szeroko zaokrąglony epiprokt nieco wystaje ponad walwy analne. W pierwszej parze odnóży samca goleń i stopa są wolne, co wyróżnia ten rodzaj od rodzaju Victoriocambala. Samiec ma dwie pary gonopodów. Przednie są ustawione równolegle i bardzo blisko siebie, mają masywne koksyty z palcowatymi wyrostkami o pogrubionych częściach środkowych oraz równoległe do owych wyrostków telopoidty z pseudoflagellum w formie cienkiej blaszki osadzonej w połowie wysokości telopoditu. Prawie walcowate tylne gonopody są około trzykrotnie niższe od przednich i mają niezredukowane telopodity.
Wije znane wyłącznie z Tasmanii.
Takson ten wprowadzony został w 1913 przez Henry’ego Wilfreda Brolemanna. Należy tu 5 opisane gatunków:
- Amastigogonus fossuliger (Verhoeff, 1944)
- Amastigogonus hardyi (Chamberlin, 1920)
- Amastigogonus nichollsii (Verhoeff, 1944)
- Amastigogonus tasmanianus (Brölemann, 1913)
- Amastigogonus verreauxii (Gervais, 1847)